# Open Hub
Openhub.net - вебресурс, створений у 1994 році. Об'єднує розробників програм з відкритим кодом у межах однієї великої спільноти. Нерідко ресурсу присвоюється термін "соціальної мережі". Засновники ресурсу говорять так: англ. "Ohloh is an open source network that connects software they create and use".
29 травня 2009 року Ohloh була придбана Geeknet.
5 жовтня 2010 року Geeknet продала Ohloh організації, яка займається аналізом поточного коду - Black Duck Software [Архівовано 14 лютого 2020 у Wayback Machine.].

## Що пропонує Openhub.net?
Сайт дає таку інформацію, як:
- набір тегів, котрі закріпляються за кожним проєктом;
- репозиторій поточного коду для відкритих проєктів, котрий підтримує систему управління кодом: CVS, Subversion, Git;
- система відстеження новин та іншої інформації щодо проєкту;
- система об'єднання розробників, які беруть участь у проєктах (або декількох проєктах одночасно), в одному місці;
- спорідненість тем для розробника;
- перегляд ліцензій, закріплених за кожним файлом (групою файлів);
- географічне місце знаходження розробника;
- місце для розміщення своїх особистих відкритих проєктів;
- пошук помічників для проєкту;
- оцінка (коментар) до того чи іншого проєкту;
- порівняння декількох проєктів за такими параметрами, як:

1. об'єм коду;
2. активність;
3. кількість розробників.

- перевірка, як інші розробники оцінюють Ваш проєкт та ознайомлення з коментарями;
- перегляд статистики проєкту:

1. кількість рядків коду;
2. кількість людино-років;
3. підрахунок витрат на проєкт.
4. англ. Stack Sandbox дозволяє, увівши назву програми, яку використовуєте, отримати від сервісу поради спробувати інші програмні продукти, які використовують розробники, котрі створювали Вашу програму.

## Система оцінювання
Openhub.net має свою систему оцінювання - кудос (англ. kudos). Присвоюють їх за довгу та активну участь розробників над проєктами.

## Проєкти
1. Браузер Firefox оцінили: 1 744 030 рядків коду, 497 людино-років, вартість близько 27 млн. американських доларів. В браузері знайдено 6 ліцензій: 2 файли під W3C License, 6 674 файлів під Mozilla Public License 1.0. Також статистика по використанні мов програмування: Lisp, Асемблер, PHP, AWK, Python, Perl, Objective-C.
2. Кодек AC3filter оцінка: 60 018 рядків коду, 14 людино-років, вартість 800 000 американських доларів.